# Copa de los Países Bajos 2007-08
La Copa de los Países Bajos 2007-08 comenzó el 25 de agosto de 2007. La final se celebró el 27 de abril de 2008 en el Estadio del Feyenoord en Róterdam, con el Feyenoord Róterdam que batió al Roda JC por 2-0.

## Primera ronda
| VVSB | DSQ | Türkiyemspor |

| 25 de agosto de 2007 |        |                  |
| DHC                  | 1-6    | DOTO             |
| BVV Barendrecht      | 0-2    | AFC Ámsterdam    |
| VV Nunspeet          | 0-1    | VV UNA           |
| ASWH                 | 1-1(p) | WKE              |
| Quick Boys           | 4-1    | VV Sneek         |
| VV Bennekom          | 8-0    | De Meteoor       |
| VV Spakenburg        | 2-0    | HSC'21           |
| RKVV Roosendaal      | 2-1    | Harkemase Boys   |
| Elinkwijk            | 2-1    | Sparta Nijkerk   |
| EVV Echt             | 4-0    | VV Rijsoord      |
| BVV/Caterpillar      | 0-3    | FC Lisse         |
| SV Babberich         | 1-2    | HHC Hardenberg   |
| SV Argon             | 3-0    | VV Noordwijk     |
| WSV Apeldoorn        | 2-3    | ONS Sneek        |
| SV Deurne            | 1-0    | Flevo Boys       |
| WHC (fútbol)         | 3-1    | RKSV Schijndel   |
| Be Quick 1887        | 3-2    | Rijnsburgse Boys |
| De Treffers          | 2-0    | ACV Assen        |
| ADO'20               | 0-3    | IJsselmeervogels |
| VV Baronie           | 0-1    | Be Quick'28      |
| VV Gemert            | 1-4    | Kozakken Boys    |
| SV Meerssen          | 1-0    | Excelsior'31     |

| 26 de agosto de 2007 |     |           |
| Groene Ster          | 2-0 | JVC Cuijk |

## Segunda ronda
| 25 de septiembre de 2007 |        |                   |
| Be Quick 1887            | 1-8    | FC Omniworld      |
| EVV                      | 1-3    | MVV               |
| FC Eindhoven             | 4-2    | Vitesse           |
| Fortuna Sittard          | 3-1    | FC Emmen          |
| Helmond Sport            | 0-1    | Go Ahead Eagles   |
| RKC Waalwijk             | 4-3    | RBC Roosendaal    |
| VV Spakenburg            | 0-2    | Roda JC           |
| TOP Oss                  | 1-2    | BV Veendam        |
| WHC (fútbol)             | 0-2    | FC Dordrecht      |
| FC Lisse                 | 4-4(p) | AGOVV Apeldoorn   |
| HFC Haarlem              | 1-1(p) | Willem II Tilburg |
| FC Volendam              | 3-3(p) | Sparta Rotterdam  |

| 26 de septiembre de 2007 |              |                |
| Groene Ster              | 1-0          | DOTO Rotterdam |
| RKVV Roosendaal          | 1-3          | Quick Boys     |
| SV Argon                 | 0-3          | SC Heerenveen  |
| Be Quick'28              | 0-0(p)       | ADO Den Haag   |
| De Treffers              | 2-0          | ASWH           |
| Excelsior Rotterdam      | 3-2          | VVV Venlo      |
| IJsselmeervogels         | 1-8          | FC Groningen   |
| Jong SC Heerenveen       | DSQ          | PSV            |
| Jong Stormvogels Telstar | 1-2          | NAC Breda      |
| Kozakken Boys            | 1-1(1-2 aet) | Ajax           |
| ONS Sneek                | 2-2(p)       | FC Zwolle      |
| VV UNA                   | 1-0          | VV Bennekom    |
| Feyenoord                | 3-0          | FC Utrecht     |
| HHC Hardenberg           | 1-1(5-4 aet) | VVSB           |

| 27 de septiembre de 2007 |              |                 |
| AFC Ámsterdam            | 0-4          | FC Den Bosch    |
| Elinkwijk                | 1-5          | De Graafschap   |
| SV Deurne                | 3-0          | SV Meerssen     |
| SC Cambuur               | 1-0          | AZ              |
| Stormvogels Telstar      | 1-2          | Heracles Almelo |
| FC Twente                | 1-1(1-2 aet) | NEC             |

## Tercera ronda
| 30 de octubre de 2007 |              |                 |
| Heracles Almelo       | 3-0          | FC Omniworld    |
| MVV                   | 1-3          | FC Dordrecht    |
| HHC Hardenberg        | 0-1          | AGOVV Apeldoorn |
| Fortuna Sittard       | 1-3          | FC Den Bosch    |
| FC Zwolle             | 1-0          | Go Ahead Eagles |
| Cambuur Leeuwarden    | 1-2          | Excelsior       |
| FC Eindhoven          | 1-1(1-3 aet) | Haarlem         |
| Roda JC               | 2-2(3-2 aet) | De Graafschap   |

| 31 de octubre de 2007 |     |               |
| De Treffers           | 1-5 | NEC           |
| SV Deurne             | 2-0 | UNA           |
| Groene Ster           | 1-2 | Quick Boys    |
| RKC Waalwijk          | 4-0 | BV Veendam    |
| Sparta Rotterdam      | 2-3 | NAC Breda     |
| Ajax                  | 3-1 | SC Heerenveen |

| 1 de noviembre de 2007 |     |                 |
| ADO Den Haag           | 1-3 | Jong Heerenveen |
| Feyenoord              | 3-1 | FC Groningen    |

## Dieciseisavos
| 15 de enero de 2008 |               |                 |
| RKC Waalwijk        | 1-1 (p)       | HFC Haarlem     |
| SV Deurne           | 0-4           | Feyenoord       |
| FC Dordrecht        | 2-2 (4-3 aet) | AGOVV Apeldoorn |
| Roda JC             | 3-0           | Excelsior       |
| NEC                 | 0-2           | FC Zwolle       |

| 16 de enero de 2008 |         |                 |
| NAC Breda           | 4-2     | AFC Ajax        |
| Heracles Almelo     | 1-0     | FC Den Bosch    |
| Quick Boys          | 1-1 (p) | Jong Heerenveen |

## Cuartos
| 26 de febrero de 2008 |     |                 |
| HFC Haarlem           | 1-5 | Heracles Almelo |
| FC Dordrecht          | 1-3 | Roda JC         |

| 27 de febrero de 2008 |     |           |
| Quick Boys            | 0-3 | NAC Breda |

| 28 de febrero de 2008 |     |           |
| Feyenoord             | 2-1 | FC Zwolle |

## Semifinales
Fecha: 18 de marzo de 2008

Hora: 20:45

Equipo: Feyenoord

Marcador: 2 – 0

Equipo: NAC Breda

Goles Feyenoord: Mols min:54
Landzaat min:75

Estadio: De Kuip, Róterdam

Espectadores: 40.000

Árbitro: Pieter Vink

Fecha: 19 de marzo de 2008

Hora: 20:45

Equipo: Heracles Almelo

Marcador: 2–2

Equipo: Roda JC

Goles Heracles: García García min:17
Van den Bergh min:80

Goles Roda: Meeuwis min:18
Janssen min:55

Estadio: Polman Stadion, Almelo

Árbitro: Ben Haverkort

Penaltis: 3 – 5

## Final
Fecha: 27 de abril de 2008

Hora: 18:00

Equipo: Feyenoord

Marcador: 2-0

Equipo: Roda JC

Goles: Landzaat min:8
De Guzmán min:36

Estadio: De Kuip, Róterdam

Árbitro: Jack van Hulten
| Bandera de los Países Bajos   |
| Campeón Feyenoord 11.º título |